# Copa de la Superliga 2019
La Copa de la Superliga Argentina 2019 (llamada Copa Superliga «YPF Infinia» 2019 por motivos de patrocinio) fue la primera edición de esta copa nacional oficial organizada por la Asociación del Fútbol Argentino a través de la Superliga Argentina. Comenzó el 12 de abril y terminó el 2 de junio, como una manera de prolongar la actividad luego de la temporada regular, dada la imposibilidad de desarrollar dos ruedas, por la cantidad de equipos que la integraron. Su realización fue aprobada por el ente organizador el día 12 de diciembre de 2018.
La disputaron los 26 equipos que participaron del campeonato de Primera División 2018-19, en cinco rondas por eliminación directa. 
El 4 de abril se anunció, a través de un evento especial en el recinto, que el estadio Mario Alberto Kempes sería la sede del partido final.
Consagró campeón al Club Atlético Tigre, ya descendido a la Segunda División, que obtuvo así su primera copa nacional y su primer título de primera categoría, y clasificó a la Copa Libertadores 2020. Disputó, también, el Trofeo de Campeones de la Superliga 2018-19. Por su parte, el cupo en la Copa Sudamericana 2020 fue para el equipo mejor ubicado.

## Formato
La primera instancia la jugaron los equipos que ocuparon desde el séptimo al último lugar de la tabla final de posiciones, clasificando los 10 ganadores a los octavos de final, donde los esperaron los ubicados del primero al sexto. La ronda previa, los octavos, los cuartos y las semifinales se definieron en partidos de ida y vuelta, y fue local en la vuelta el equipo mejor colocado. Por su parte, la final se jugó a un solo partido, en cancha neutral.
Si una serie quedó empatada en goles tras la disputa de ambos partidos, el equipo que convirtió más tantos en condición de visitante avanzó a la siguiente instancia. En los casos en que persistió la igualdad, se ejecutaron tiros desde el punto penal.

## Equipos participantes
Los equipos participantes fueron los mismos que los de la temporada 2018-19 de la Superliga Argentina. Los equipos posicionados en los primeros seis puestos de la tabla de posiciones final accedieron directamente a los octavos de final.
| 1  | Racing Club             |
| 2  | Defensa y Justicia      |
| 3  | Boca Juniors            |
| 4  | River Plate             |
| 5  | Atlético Tucumán        |
| 6  | Vélez Sarsfield         |
| 7  | Independiente           |
| 8  | Unión                   |
| 9  | Tigre                   |
| 10 | Huracán                 |
| 11 | Lanús                   |
| 12 | Talleres                |
| 13 | Aldosivi                |
| 14 | Godoy Cruz              |
| 15 | Newell's Old Boys       |
| 16 | Banfield                |
| 17 | Estudiantes (LP)        |
| 18 | Gimnasia y Esgrima (LP) |
| 19 | Patronato               |
| 20 | Rosario Central         |
| 21 | San Martín (SJ)         |
| 22 | Belgrano                |
| 23 | San Lorenzo             |
| 24 | Colón                   |
| 25 | San Martín (T)          |
| 26 | Argentinos Juniors      |

|  | Comenzaron su participación en los octavos de final. |
|  | Participaron desde la primera fase.                  |

## Resultados

### Cuadro de desarrollo
|  | Primera fase      | Primera fase            | Primera fase       | Primera fase            | Primera fase      |   |       | Octavos de final         | Octavos de final         | Octavos de final         | Octavos de final         | Octavos de final         |  |    | Cuartos de final        | Cuartos de final | Cuartos de final | Cuartos de final | Cuartos de final |  |   | Semifinales      | Semifinales      | Semifinales      | Semifinales      | Semifinales      |  |   | Final      | Final      | Final      |  |
|  | 12 al 21 de abril | 12 al 21 de abril       | 12 al 21 de abril  | 12 al 21 de abril       | 12 al 21 de abril |   |       | 26 de abril al 6 de mayo | 26 de abril al 6 de mayo | 26 de abril al 6 de mayo | 26 de abril al 6 de mayo | 26 de abril al 6 de mayo |  |    | 11 al 16 de mayo        | 11 al 16 de mayo | 11 al 16 de mayo | 11 al 16 de mayo | 11 al 16 de mayo |  |   | 18 al 26 de mayo | 18 al 26 de mayo | 18 al 26 de mayo | 18 al 26 de mayo | 18 al 26 de mayo |  |   | 2 de junio | 2 de junio | 2 de junio |  |
|  |                   |                         |                    |                         |                   |   |       |                          |                          |                          |                          |                          |  |    |                         |                  |                  |                  |                  |  |   |                  |                  |                  |                  |                  |  |   |            |            |            |  |
|  |                   |                         |                    |                         |                   |   |       |                          |                          |                          |                          |                          |  |    |                         |                  |                  |                  |                  |  |   |                  |                  |                  |                  |                  |  |   |            |            |            |  |
|  |                   |                         |                    |                         |                   |   |       |                          |                          |                          |                          |                          |  |    |                         |                  |                  |                  |                  |  |   |                  |                  |                  |                  |                  |  |   |            |            |            |  |
|  |                   |                         |                    |                         |                   |   |       |                          |                          |                          |                          |                          |  |    |                         |                  |                  |                  |                  |  |   |                  |                  |                  |                  |                  |  |   |            |            |            |  |
|  |                   |                         |                    |                         |                   |   |       |                          |                          |                          |                          |                          |  |    |                         |                  |                  |                  |                  |  |   |                  |                  |                  |                  |                  |  |   |            |            |            |  |
|  |                   | 4                       | River Plate        | 1                       | 6                 | 7 |       |                          |                          |                          |                          |                          |  |    |                         |                  |                  |                  |                  |  |   |                  |                  |                  |                  |                  |  |   |            |            |            |  |
|  |                   |                         |                    |                         |                   | 7 |       |                          |                          |                          |                          |                          |  |    |                         |                  |                  |                  |                  |  |   |                  |                  |                  |                  |                  |  |   |            |            |            |  |
|  |                   |                         | 13                 | Aldosivi                | 1                 | 0 | 1     |                          |                          |                          |                          |                          |  |    |                         |                  |                  |                  |                  |  |   |                  |                  |                  |                  |                  |  |   |            |            |            |  |
|  | 13                | Aldosivi                | 13                 | Aldosivi                | 1                 | 0 | 1     | 2                        | 1                        | 3                        |                          |                          |  |    |                         |                  |                  |                  |                  |  |   |                  |                  |                  |                  |                  |  |   |            |            |            |  |
|  | 13                | Aldosivi                |                    |                         |                   |   |       |                          |                          | 3                        |                          |                          |  |    |                         |                  |                  |                  |                  |  |   |                  |                  |                  |                  |                  |  |   |            |            |            |  |
|  | 20                | Rosario Central         | 0                  | 2                       | 2                 |   |       |                          |                          |                          |                          |                          |  |    |                         |                  |                  |                  |                  |  |   |                  |                  |                  |                  |                  |  |   |            |            |            |  |
|  | 20                | Rosario Central         | 0                  | 2                       | 2                 |   |       |                          |                          |                          |                          |                          |  | 4  | River Plate             | 0                | 4                | 4                |                  |  |   |                  |                  |                  |                  |                  |  |   |            |            |            |  |
|  |                   |                         |                    |                         |                   |   |       |                          |                          |                          |                          |                          |  | 4  | River Plate             | 0                | 4                | 4                |                  |  |   |                  |                  |                  |                  |                  |  |   |            |            |            |  |
|  |                   |                         | 5                  | Atlético Tucumán (v)    | 3                 | 1 | 4     |                          |                          |                          |                          |                          |  |    |                         |                  |                  |                  |                  |  |   |                  |                  |                  |                  |                  |  |   |            |            |            |  |
|  |                   |                         | 5                  | Atlético Tucumán (v)    | 3                 | 1 | 4     |                          |                          |                          |                          |                          |  |    |                         |                  |                  |                  |                  |  |   |                  |                  |                  |                  |                  |  |   |            |            |            |  |
|  |                   |                         |                    |                         |                   |   |       |                          |                          |                          |                          |                          |  |    |                         |                  |                  |                  |                  |  |   |                  |                  |                  |                  |                  |  |   |            |            |            |  |
|  |                   |                         |                    |                         |                   |   |       |                          |                          |                          |                          |                          |  |    |                         |                  |                  |                  |                  |  |   |                  |                  |                  |                  |                  |  |   |            |            |            |  |
|  |                   | 5                       | Atlético Tucumán   | 2                       | 2                 | 4 |       |                          |                          |                          |                          |                          |  |    |                         |                  |                  |                  |                  |  |   |                  |                  |                  |                  |                  |  |   |            |            |            |  |
|  |                   |                         |                    |                         |                   | 4 |       |                          |                          |                          |                          |                          |  |    |                         |                  |                  |                  |                  |  |   |                  |                  |                  |                  |                  |  |   |            |            |            |  |
|  |                   |                         | 12                 | Talleres (C)            | 3                 | 0 | 3     |                          |                          |                          |                          |                          |  |    |                         |                  |                  |                  |                  |  |   |                  |                  |                  |                  |                  |  |   |            |            |            |  |
|  | 12                | Talleres (C)            | 12                 | Talleres (C)            | 3                 | 0 | 3     | 0                        | 2                        | 2 (3)                    |                          |                          |  |    |                         |                  |                  |                  |                  |  |   |                  |                  |                  |                  |                  |  |   |            |            |            |  |
|  | 12                | Talleres (C)            |                    |                         |                   |   |       |                          |                          | 2 (3)                    |                          |                          |  |    |                         |                  |                  |                  |                  |  |   |                  |                  |                  |                  |                  |  |   |            |            |            |  |
|  | 21                | San Martín (SJ)         | 2                  | 0                       | 2 (2)             |   |       |                          |                          |                          |                          |                          |  |    |                         |                  |                  |                  |                  |  |   |                  |                  |                  |                  |                  |  |   |            |            |            |  |
|  | 21                | San Martín (SJ)         | 2                  | 0                       | 2 (2)             |   |       |                          |                          |                          |                          |                          |  |    |                         |                  |                  |                  |                  |  | 5 | Atlético Tucumán | 0                | 0                | 0                |                  |  |   |            |            |            |  |
|  |                   |                         |                    |                         |                   |   |       |                          |                          |                          |                          |                          |  |    |                         |                  |                  |                  |                  |  | 5 | Atlético Tucumán | 0                | 0                | 0                |                  |  |   |            |            |            |  |
|  |                   |                         | 9                  | Tigre                   | 5                 | 1 | 6     |                          |                          |                          |                          |                          |  |    |                         |                  |                  |                  |                  |  |   |                  |                  |                  |                  |                  |  |   |            |            |            |  |
|  |                   |                         | 9                  | Tigre                   | 5                 | 1 | 6     |                          |                          |                          |                          |                          |  |    |                         |                  |                  |                  |                  |  |   |                  |                  |                  |                  |                  |  |   |            |            |            |  |
|  |                   |                         |                    |                         |                   |   |       |                          |                          |                          |                          |                          |  |    |                         |                  |                  |                  |                  |  |   |                  |                  |                  |                  |                  |  |   |            |            |            |  |
|  |                   |                         |                    |                         |                   |   |       |                          |                          |                          |                          |                          |  |    |                         |                  |                  |                  |                  |  |   |                  |                  |                  |                  |                  |  |   |            |            |            |  |
|  |                   | 1                       | Racing Club (v)    | 1                       | 0                 | 1 |       |                          |                          |                          |                          |                          |  |    |                         |                  |                  |                  |                  |  |   |                  |                  |                  |                  |                  |  |   |            |            |            |  |
|  |                   |                         |                    |                         |                   | 1 |       |                          |                          |                          |                          |                          |  |    |                         |                  |                  |                  |                  |  |   |                  |                  |                  |                  |                  |  |   |            |            |            |  |
|  |                   |                         | 17                 | Estudiantes (LP)        | 1                 | 0 | 1     |                          |                          |                          |                          |                          |  |    |                         |                  |                  |                  |                  |  |   |                  |                  |                  |                  |                  |  |   |            |            |            |  |
|  | 16                | Banfield                | 17                 | Estudiantes (LP)        | 1                 | 0 | 1     | 1                        | 0                        | 1                        |                          |                          |  |    |                         |                  |                  |                  |                  |  |   |                  |                  |                  |                  |                  |  |   |            |            |            |  |
|  | 16                | Banfield                |                    |                         |                   |   |       |                          |                          | 1                        |                          |                          |  |    |                         |                  |                  |                  |                  |  |   |                  |                  |                  |                  |                  |  |   |            |            |            |  |
|  | 17                | Estudiantes (LP)        | 0                  | 2                       | 2                 |   |       |                          |                          |                          |                          |                          |  |    |                         |                  |                  |                  |                  |  |   |                  |                  |                  |                  |                  |  |   |            |            |            |  |
|  | 17                | Estudiantes (LP)        | 0                  | 2                       | 2                 |   |       |                          |                          |                          |                          |                          |  | 1  | Racing Club             | 0                | 2                | 2                |                  |  |   |                  |                  |                  |                  |                  |  |   |            |            |            |  |
|  |                   |                         |                    |                         |                   |   |       |                          |                          |                          |                          |                          |  | 1  | Racing Club             | 0                | 2                | 2                |                  |  |   |                  |                  |                  |                  |                  |  |   |            |            |            |  |
|  |                   |                         | 9                  | Tigre                   | 2                 | 1 | 3     |                          |                          |                          |                          |                          |  |    |                         |                  |                  |                  |                  |  |   |                  |                  |                  |                  |                  |  |   |            |            |            |  |
|  | 8                 | Unión                   | 9                  | Tigre                   | 2                 | 1 | 3     | 1                        | 3                        | 4                        |                          |                          |  |    |                         |                  |                  |                  |                  |  |   |                  |                  |                  |                  |                  |  |   |            |            |            |  |
|  | 8                 | Unión                   |                    |                         |                   |   |       |                          |                          | 4                        |                          |                          |  |    |                         |                  |                  |                  |                  |  |   |                  |                  |                  |                  |                  |  |   |            |            |            |  |
|  | 25                | San Martín (T)          | 1                  | 0                       | 1                 |   |       |                          |                          |                          |                          |                          |  |    |                         |                  |                  |                  |                  |  |   |                  |                  |                  |                  |                  |  |   |            |            |            |  |
|  | 25                | San Martín (T)          | 1                  | 0                       | 1                 |   | 8     | Unión                    | 2                        | 1                        | 3                        |                          |  |    |                         |                  |                  |                  |                  |  |   |                  |                  |                  |                  |                  |  |   |            |            |            |  |
|  |                   |                         |                    |                         |                   |   | 8     | Unión                    | 2                        | 1                        | 3                        |                          |  |    |                         |                  |                  |                  |                  |  |   |                  |                  |                  |                  |                  |  |   |            |            |            |  |
|  |                   |                         | 9                  | Tigre                   | 1                 | 3 | 4     |                          |                          |                          |                          |                          |  |    |                         |                  |                  |                  |                  |  |   |                  |                  |                  |                  |                  |  |   |            |            |            |  |
|  | 9                 | Tigre                   | 9                  | Tigre                   | 1                 | 3 | 4     | 0                        | 3                        | 3                        |                          |                          |  |    |                         |                  |                  |                  |                  |  |   |                  |                  |                  |                  |                  |  |   |            |            |            |  |
|  | 9                 | Tigre                   |                    |                         |                   |   |       |                          |                          | 3                        |                          |                          |  |    |                         |                  |                  |                  |                  |  |   |                  |                  |                  |                  |                  |  |   |            |            |            |  |
|  | 24                | Colón                   | 0                  | 2                       | 2                 |   |       |                          |                          |                          |                          |                          |  |    |                         |                  |                  |                  |                  |  |   |                  |                  |                  |                  |                  |  |   |            |            |            |  |
|  | 24                | Colón                   | 0                  | 2                       | 2                 |   |       |                          |                          |                          |                          |                          |  |    |                         |                  |                  |                  |                  |  |   |                  |                  |                  |                  |                  |  | 9 | Tigre      | 2          |            |  |
|  |                   |                         |                    |                         |                   |   |       |                          |                          |                          |                          |                          |  |    |                         |                  |                  |                  |                  |  |   |                  |                  |                  |                  |                  |  | 9 | Tigre      | 2          |            |  |
|  |                   |                         | 3                  | Boca Juniors            | 0                 |   |       |                          |                          |                          |                          |                          |  |    |                         |                  |                  |                  |                  |  |   |                  |                  |                  |                  |                  |  |   |            |            |            |  |
|  |                   |                         | 3                  | Boca Juniors            | 0                 |   |       |                          |                          |                          |                          |                          |  |    |                         |                  |                  |                  |                  |  |   |                  |                  |                  |                  |                  |  |   |            |            |            |  |
|  |                   |                         |                    |                         |                   |   |       |                          |                          |                          |                          |                          |  |    |                         |                  |                  |                  |                  |  |   |                  |                  |                  |                  |                  |  |   |            |            |            |  |
|  |                   |                         |                    |                         |                   |   |       |                          |                          |                          |                          |                          |  |    |                         |                  |                  |                  |                  |  |   |                  |                  |                  |                  |                  |  |   |            |            |            |  |
|  |                   | 3                       | Boca Juniors       | 2                       | 3                 | 5 |       |                          |                          |                          |                          |                          |  |    |                         |                  |                  |                  |                  |  |   |                  |                  |                  |                  |                  |  |   |            |            |            |  |
|  |                   |                         |                    |                         |                   | 5 |       |                          |                          |                          |                          |                          |  |    |                         |                  |                  |                  |                  |  |   |                  |                  |                  |                  |                  |  |   |            |            |            |  |
|  |                   |                         | 14                 | Godoy Cruz              | 1                 | 1 | 2     |                          |                          |                          |                          |                          |  |    |                         |                  |                  |                  |                  |  |   |                  |                  |                  |                  |                  |  |   |            |            |            |  |
|  | 14                | Godoy Cruz              | 14                 | Godoy Cruz              | 1                 | 1 | 2     | 1                        | 1                        | 2 (5)                    |                          |                          |  |    |                         |                  |                  |                  |                  |  |   |                  |                  |                  |                  |                  |  |   |            |            |            |  |
|  | 14                | Godoy Cruz              |                    |                         |                   |   |       |                          |                          | 2 (5)                    |                          |                          |  |    |                         |                  |                  |                  |                  |  |   |                  |                  |                  |                  |                  |  |   |            |            |            |  |
|  | 19                | Patronato               | 1                  | 1                       | 2 (4)             |   |       |                          |                          |                          |                          |                          |  |    |                         |                  |                  |                  |                  |  |   |                  |                  |                  |                  |                  |  |   |            |            |            |  |
|  | 19                | Patronato               | 1                  | 1                       | 2 (4)             |   |       |                          |                          |                          |                          |                          |  | 3  | Boca Juniors            | 0                | 0                | 0 (5)            |                  |  |   |                  |                  |                  |                  |                  |  |   |            |            |            |  |
|  |                   |                         |                    |                         |                   |   |       |                          |                          |                          |                          |                          |  | 3  | Boca Juniors            | 0                | 0                | 0 (5)            |                  |  |   |                  |                  |                  |                  |                  |  |   |            |            |            |  |
|  |                   |                         | 6                  | Vélez Sarsfield         | 0                 | 0 | 0 (4) |                          |                          |                          |                          |                          |  |    |                         |                  |                  |                  |                  |  |   |                  |                  |                  |                  |                  |  |   |            |            |            |  |
|  |                   |                         | 6                  | Vélez Sarsfield         | 0                 | 0 | 0 (4) |                          |                          |                          |                          |                          |  |    |                         |                  |                  |                  |                  |  |   |                  |                  |                  |                  |                  |  |   |            |            |            |  |
|  |                   |                         |                    |                         |                   |   |       |                          |                          |                          |                          |                          |  |    |                         |                  |                  |                  |                  |  |   |                  |                  |                  |                  |                  |  |   |            |            |            |  |
|  |                   |                         |                    |                         |                   |   |       |                          |                          |                          |                          |                          |  |    |                         |                  |                  |                  |                  |  |   |                  |                  |                  |                  |                  |  |   |            |            |            |  |
|  |                   | 6                       | Vélez Sarsfield    | 2                       | 2                 | 4 |       |                          |                          |                          |                          |                          |  |    |                         |                  |                  |                  |                  |  |   |                  |                  |                  |                  |                  |  |   |            |            |            |  |
|  |                   |                         |                    |                         |                   | 4 |       |                          |                          |                          |                          |                          |  |    |                         |                  |                  |                  |                  |  |   |                  |                  |                  |                  |                  |  |   |            |            |            |  |
|  |                   |                         | 11                 | Lanús                   | 1                 | 0 | 1     |                          |                          |                          |                          |                          |  |    |                         |                  |                  |                  |                  |  |   |                  |                  |                  |                  |                  |  |   |            |            |            |  |
|  | 11                | Lanús                   | 11                 | Lanús                   | 1                 | 0 | 1     | 2                        | 2                        | 4                        |                          |                          |  |    |                         |                  |                  |                  |                  |  |   |                  |                  |                  |                  |                  |  |   |            |            |            |  |
|  | 11                | Lanús                   |                    |                         |                   |   |       |                          |                          | 4                        |                          |                          |  |    |                         |                  |                  |                  |                  |  |   |                  |                  |                  |                  |                  |  |   |            |            |            |  |
|  | 22                | Belgrano                | 3                  | 0                       | 3                 |   |       |                          |                          |                          |                          |                          |  |    |                         |                  |                  |                  |                  |  |   |                  |                  |                  |                  |                  |  |   |            |            |            |  |
|  | 22                | Belgrano                | 3                  | 0                       | 3                 |   |       |                          |                          |                          |                          |                          |  |    |                         |                  |                  |                  |                  |  | 3 | Boca Juniors     | 0                | 1                | 1                |                  |  |   |            |            |            |  |
|  |                   |                         |                    |                         |                   |   |       |                          |                          |                          |                          |                          |  |    |                         |                  |                  |                  |                  |  | 3 | Boca Juniors     | 0                | 1                | 1                |                  |  |   |            |            |            |  |
|  |                   |                         | 26                 | Argentinos Juniors      | 0                 | 0 | 0     |                          |                          |                          |                          |                          |  |    |                         |                  |                  |                  |                  |  |   |                  |                  |                  |                  |                  |  |   |            |            |            |  |
|  |                   |                         | 26                 | Argentinos Juniors      | 0                 | 0 | 0     |                          |                          |                          |                          |                          |  |    |                         |                  |                  |                  |                  |  |   |                  |                  |                  |                  |                  |  |   |            |            |            |  |
|  |                   |                         |                    |                         |                   |   |       |                          |                          |                          |                          |                          |  |    |                         |                  |                  |                  |                  |  |   |                  |                  |                  |                  |                  |  |   |            |            |            |  |
|  |                   |                         |                    |                         |                   |   |       |                          |                          |                          |                          |                          |  |    |                         |                  |                  |                  |                  |  |   |                  |                  |                  |                  |                  |  |   |            |            |            |  |
|  |                   | 2                       | Defensa y Justicia | 0                       | 0                 | 0 |       |                          |                          |                          |                          |                          |  |    |                         |                  |                  |                  |                  |  |   |                  |                  |                  |                  |                  |  |   |            |            |            |  |
|  |                   |                         |                    |                         |                   | 0 |       |                          |                          |                          |                          |                          |  |    |                         |                  |                  |                  |                  |  |   |                  |                  |                  |                  |                  |  |   |            |            |            |  |
|  |                   |                         | 18                 | Gimnasia y Esgrima (LP) | 1                 | 2 | 3     |                          |                          |                          |                          |                          |  |    |                         |                  |                  |                  |                  |  |   |                  |                  |                  |                  |                  |  |   |            |            |            |  |
|  | 15                | Newell's Old Boys       | 18                 | Gimnasia y Esgrima (LP) | 1                 | 2 | 3     | 1                        | 1                        | 2                        |                          |                          |  |    |                         |                  |                  |                  |                  |  |   |                  |                  |                  |                  |                  |  |   |            |            |            |  |
|  | 15                | Newell's Old Boys       |                    |                         |                   |   |       |                          |                          | 2                        |                          |                          |  |    |                         |                  |                  |                  |                  |  |   |                  |                  |                  |                  |                  |  |   |            |            |            |  |
|  | 18                | Gimnasia y Esgrima (LP) | 0                  | 3                       | 3                 |   |       |                          |                          |                          |                          |                          |  |    |                         |                  |                  |                  |                  |  |   |                  |                  |                  |                  |                  |  |   |            |            |            |  |
|  | 18                | Gimnasia y Esgrima (LP) | 0                  | 3                       | 3                 |   |       |                          |                          |                          |                          |                          |  | 18 | Gimnasia y Esgrima (LP) | 0                | 1                | 1                |                  |  |   |                  |                  |                  |                  |                  |  |   |            |            |            |  |
|  |                   |                         |                    |                         |                   |   |       |                          |                          |                          |                          |                          |  | 18 | Gimnasia y Esgrima (LP) | 0                | 1                | 1                |                  |  |   |                  |                  |                  |                  |                  |  |   |            |            |            |  |
|  |                   |                         | 26                 | Argentinos Juniors      | 0                 | 2 | 2     |                          |                          |                          |                          |                          |  |    |                         |                  |                  |                  |                  |  |   |                  |                  |                  |                  |                  |  |   |            |            |            |  |
|  | 10                | Huracán                 | 26                 | Argentinos Juniors      | 0                 | 2 | 2     | 0                        | 0                        | 0 (3)                    |                          |                          |  |    |                         |                  |                  |                  |                  |  |   |                  |                  |                  |                  |                  |  |   |            |            |            |  |
|  | 10                | Huracán                 |                    |                         |                   |   |       |                          |                          | 0 (3)                    |                          |                          |  |    |                         |                  |                  |                  |                  |  |   |                  |                  |                  |                  |                  |  |   |            |            |            |  |
|  | 23                | San Lorenzo             | 0                  | 0                       | 0 (4)             |   |       |                          |                          |                          |                          |                          |  |    |                         |                  |                  |                  |                  |  |   |                  |                  |                  |                  |                  |  |   |            |            |            |  |
|  | 23                | San Lorenzo             | 0                  | 0                       | 0 (4)             |   | 23    | San Lorenzo              | 0                        | 1                        | 1                        |                          |  |    |                         |                  |                  |                  |                  |  |   |                  |                  |                  |                  |                  |  |   |            |            |            |  |
|  |                   |                         |                    |                         |                   |   | 23    | San Lorenzo              | 0                        | 1                        | 1                        |                          |  |    |                         |                  |                  |                  |                  |  |   |                  |                  |                  |                  |                  |  |   |            |            |            |  |
|  |                   |                         | 26                 | Argentinos Juniors      | 1                 | 1 | 2     |                          |                          |                          |                          |                          |  |    |                         |                  |                  |                  |                  |  |   |                  |                  |                  |                  |                  |  |   |            |            |            |  |
|  | 7                 | Independiente           | 26                 | Argentinos Juniors      | 1                 | 1 | 2     | 2                        | 1                        | 3                        |                          |                          |  |    |                         |                  |                  |                  |                  |  |   |                  |                  |                  |                  |                  |  |   |            |            |            |  |
|  | 7                 | Independiente           |                    |                         |                   |   |       |                          |                          | 3                        |                          |                          |  |    |                         |                  |                  |                  |                  |  |   |                  |                  |                  |                  |                  |  |   |            |            |            |  |
|  | 26                | Argentinos Juniors      | 3                  | 1                       | 4                 |   |       |                          |                          |                          |                          |                          |  |    |                         |                  |                  |                  |                  |  |   |                  |                  |                  |                  |                  |  |   |            |            |            |  |
|  | 26                | Argentinos Juniors      | 3                  | 1                       | 4                 |   |       |                          |                          |                          |                          |                          |  |    |                         |                  |                  |                  |                  |  |   |                  |                  |                  |                  |                  |  |   |            |            |            |  |
|  |                   |                         |                    |                         |                   |   |       |                          |                          |                          |                          |                          |  |    |                         |                  |                  |                  |                  |  |   |                  |                  |                  |                  |                  |  |   |            |            |            |  |

- Nota: En las series a dos partidos el equipo mejor clasificado la definió como local.

### Primera fase
| 14 de abril, 15:30 | Estudiantes (LP) | 0:1 (0:0) | Banfield     | Estadio Ciudad de La Plata, La Plata |                           |
|                    |                  | Reporte   | Carranza 29' | Árbitro(s): Facundo Tello            | Árbitro(s): Facundo Tello |

| 19 de abril, 17:45 | Banfield | 0:2 (0:1) | Estudiantes (LP)                 | Estadio Florencio Sola, Banfield |                            |
|                    |          | Reporte   | Sánchez 28' · Bertolo 61' (a.g.) | Árbitro(s): Germán Delfino       | Árbitro(s): Germán Delfino |

| 14 de abril, 17:45 | San Lorenzo | 0:0     | Huracán | Estadio Nuevo Gasómetro, Buenos Aires |                               |
|                    |             | Reporte |         | Árbitro(s): Fernando Espinoza         | Árbitro(s): Fernando Espinoza |

| 19 de abril, 20:00 | Huracán                                         | 0:0 (3:4 p.)               | San Lorenzo                                               | Estadio Tomás A. Ducó, Buenos Aires |                           |
|                    |                                                 | Reporte                    |                                                           | Árbitro(s): Néstor Pitana           | Árbitro(s): Néstor Pitana |
|                    |                                                 | Tiros desde el punto penal |                                                           |                                     |                           |
|                    | - Gamba - L. Barrios - Álvarez - Roa - Alderete |                            | - Reniero - G. Rodríguez - Loaiza - N. Barrios - Rentería |                                     |                           |

| 15 de abril, 21:10 | Rosario Central | 0:2 (0:1) | Aldosivi                        | Estadio Gigante de Arroyito, Rosario |                                |
|                    |                 | Reporte   | Ledesma 45' (a.g.) · Videla 82' | Árbitro(s): Fernando Rapallini       | Árbitro(s): Fernando Rapallini |

| 20 de abril, 13:15 | Aldosivi   | 1:2 (0:1) | Rosario Central            | Estadio José María Minella, Mar del Plata |                               |
|                    | Colman 68' | Reporte   | Aguirre 34' · Barbieri 83' | Árbitro(s): Fernando Espinoza             | Árbitro(s): Fernando Espinoza |

| 13 de abril, 17:45 | Belgrano                               | 3:2 (2:1) | Lanús                   | Estadio Gigante de Alberdi, Córdoba |                                |
|                    | Patiño 3' · Sequeira 12' · Lértora 57' | Reporte   | Moreno 8' · Quignon 87' | Árbitro(s): Fernando Echenique      | Árbitro(s): Fernando Echenique |

| 20 de abril, 15:30 | Lanús                            | 2:0 (1:0) | Belgrano | Estadio Ciudad de Lanús, Lanús |                           |
|                    | Quignon 22' · Techera 50' (a.g.) | Reporte   |          | Árbitro(s): Darío Herrera      | Árbitro(s): Darío Herrera |

| 13 de abril, 15:30 | San Martín (SJ)         | 2:0 (0:0) | Talleres (C) | Estadio Ingeniero Hilario Sánchez, San Juan |                            |
|                    | Osorio 49' · Dening 64' | Reporte   |              | Árbitro(s): Germán Delfino                  | Árbitro(s): Germán Delfino |

| 20 de abril, 17:45 | Talleres (C)                                  | 2:0 (1:0) (3:2 p.)         | San Martín (SJ)                                | Estadio Mario Alberto Kempes, Córdoba |                                |
|                    | Moreno 45' · Pochettino 46'                   | Reporte                    |                                                | Árbitro(s): Fernando Rapallini        | Árbitro(s): Fernando Rapallini |
|                    |                                               | Tiros desde el punto penal |                                                |                                       |                                |
|                    | - Moreno - Pochettino - J. Ramírez - Palacios |                            | - Grahl - Bogado - Prósperi - Osorio - Ardente |                                       |                                |

| 15 de abril, 19:00 | Patronato     | 1:1 (0:0) | Godoy Cruz  | Estadio Presbítero Bartolomé Grella, Paraná |                          |
|                    | Berterame 47' | Reporte   | Cardona 61' | Árbitro(s): Jorge Baliño                    | Árbitro(s): Jorge Baliño |

| 20 de abril, 20:00 | Godoy Cruz                                                | 1:1 (1:0) (5:4 p.)         | Patronato                                           | Estadio Malvinas Argentinas, Mendoza |                                |
|                    | Viera 11'                                                 | Reporte                    | Ávalos 57'                                          | Árbitro(s): Fernando Echenique       | Árbitro(s): Fernando Echenique |
|                    |                                                           | Tiros desde el punto penal |                                                     |                                      |                                |
|                    | - S. García - Viera - Á. González - Cardona - Bernardello |                            | - Bravo - Carabajal - Gissi - Geminiani - Berterame |                                      |                                |

| 12 de abril, 19:00 | Colón | 0:0     | Tigre | Estadio Brigadier Estanislao López, Santa Fe |                              |
|                    |       | Reporte |       | Árbitro(s): Patricio Loustau                 | Árbitro(s): Patricio Loustau |

| 21 de abril, 13:15 | Tigre                                                 | 3:2 (1:2) | Colón                         | Estadio José Dellagiovanna, Victoria |                            |
|                    | Janson 40' (pen.) · Pérez Acuña 56' · Luna 81' (pen.) | Reporte   | Leguizamón 31' · Bernardi 36' | Árbitro(s): Mauro Vigliano           | Árbitro(s): Mauro Vigliano |

| 12 de abril, 21:10 | Gimnasia y Esgrima (LP) | 0:1 (0:0) | Newell's Old Boys         | Estadio del Bosque, La Plata |                           |
|                    |                         | Reporte   | M. Rodríguez 90+7' (pen.) | Árbitro(s): Néstor Pitana    | Árbitro(s): Néstor Pitana |

| 21 de abril, 15:30 | Newell's Old Boys | 1:3 (1:0) | Gimnasia y Esgrima (LP)          | Estadio Marcelo Bielsa, Rosario |                        |
|                    | M. Rodríguez 38'  | Reporte   | Silva 59' 85' (pen.) · Piovi 74' | Árbitro(s): Diego Abal          | Árbitro(s): Diego Abal |

| 13 de abril, 20:00 | San Martín (T) | 1:1 (0:1) | Unión      | Estadio La Ciudadela, San Miguel de Tucumán |                           |
|                    | Acevedo 90+2'  | Reporte   | Cuadra 34' | Árbitro(s): Silvio Trucco                   | Árbitro(s): Silvio Trucco |

| 21 de abril, 17:45 | Unión                                    | 3:0 (1:0) | San Martín (T) | Estadio 15 de Abril, Santa Fe |                           |
|                    | Méndez 21' · Mazzola 49' · Troyansky 87' | Reporte   |                | Árbitro(s): Andrés Merlos     | Árbitro(s): Andrés Merlos |

| 14 de abril, 20:00 | Argentinos Juniors            | 3:2 (1:1) | Independiente                | Estadio Diego Armando Maradona, Buenos Aires |                            |
|                    | Hauche 40' 82' · Spinelli 51' | Reporte   | P. Pérez 26' · Domínguez 89' | Árbitro(s): Mauro Vigliano                   | Árbitro(s): Mauro Vigliano |

| 21 de abril, 20:00 | Independiente | 1:1 (0:0) | Argentinos Juniors | Estadio Libertadores de América, Avellaneda |                           |
|                    | P. Pérez 49'  | Reporte   | Batallini 75'      | Árbitro(s): Facundo Tello                   | Árbitro(s): Facundo Tello |

### Octavos de final
| 28 de abril, 17:45 | Aldosivi   | 1:1 (0:1) | River Plate  | Estadio José María Minella, Mar del Plata |                            |
|                    | Chávez 70' | Reporte   | E. Pérez 43' | Árbitro(s): Mauro Vigliano                | Árbitro(s): Mauro Vigliano |

| 3 de mayo, 21:10 | River Plate                                                    | 6:0 (2:0) | Aldosivi | Estadio Monumental, Buenos Aires |                            |
|                  | Borré 27' · De La Cruz 31' 52' 73' · Pratto 67' · Ferreira 82' | Reporte   |          | Árbitro(s): Germán Delfino       | Árbitro(s): Germán Delfino |

| 26 de abril, 21:10 | Talleres (C)                  | 3:2 (1:1) | Atlético Tucumán | Estadio Mario Alberto Kempes, Córdoba |                              |
|                    | Palacios 15' · Moreno 54' 77' | Reporte   | Toledo 40' 88'   | Árbitro(s): Nicolás Lamolina          | Árbitro(s): Nicolás Lamolina |

| 4 de mayo, 15:30 | Atlético Tucumán                | 2:0 (0:0) | Talleres (C) | Monumental José Fierro, San Miguel de Tucumán |                          |
|                  | L. Díaz 52' · Toledo 84' (pen.) | Reporte   |              | Árbitro(s): Jorge Baliño                      | Árbitro(s): Jorge Baliño |

| 29 de abril, 19:00 | Tigre    | 1:2 (0:2) | Unión                       | Estadio José Dellagiovanna, Victoria |                         |
|                    | Luna 74' | Reporte   | Mazzola 26' · M. Pittón 29' | Árbitro(s): Ariel Penel              | Árbitro(s): Ariel Penel |

| 4 de mayo, 17:45 | Unión     | 1:3 (1:2) | Tigre                                                     | Estadio 15 de Abril, Santa Fe  |                                |
|                  | Cuadra 3' | Reporte   | Gómez Andrade 23' (a.g.) · Montillo 29' · F. González 67' | Árbitro(s): Hernán Mastrángelo | Árbitro(s): Hernán Mastrángelo |

| 27 de abril, 20:00 | Estudiantes (LP) | 1:1 (0:1) | Racing Club   | Estadio Ciudad de La Plata, La Plata |                                |
|                    | Pellegrini 63'   | Reporte   | Cristaldo 36' | Árbitro(s): Fernando Echenique       | Árbitro(s): Fernando Echenique |

| 4 de mayo, 20:00 | Racing Club | 0:0     | Estudiantes (LP) | Estadio El Cilindro, Avellaneda |                        |
|                  |             | Reporte |                  | Árbitro(s): Diego Abal          | Árbitro(s): Diego Abal |

| 28 de abril, 15:30 | Argentinos Juniors | 1:0 (1:0) | San Lorenzo | Estadio Diego Armando Maradona, Buenos Aires |                           |
|                    | Torrén 7'          | Reporte   |             | Árbitro(s): Andrés Merlos                    | Árbitro(s): Andrés Merlos |

| 5 de mayo, 15:30                                                         | San Lorenzo | 1:1 (0:0) | Argentinos Juniors | Estadio Nuevo Gasómetro, Buenos Aires |                              |
|                                                                          | Herrera 66' | Reporte   | Reniero 81' (a.g.) | Árbitro(s): Pablo Echavarría          | Árbitro(s): Pablo Echavarría |
| El partido comenzó una hora demorado por problemas de las indumentarias. |             |           |                    |                                       |                              |

| 29 de abril, 21:10 | Gimnasia y Esgrima (LP) | 1:0 (1:0) | Defensa y Justicia | Estadio del Bosque, La Plata |                           |
|                    | Silva 45+4'             | Reporte   |                    | Árbitro(s): Darío Herrera    | Árbitro(s): Darío Herrera |

| 5 de mayo, 17:45 | Defensa y Justicia | 0:2 (0:0) | Gimnasia y Esgrima (LP) | Estadio Norberto Tomaghello, Gobernador Costa |                           |
|                  |                    | Reporte   | Hurtado 65' · Comba 73' | Árbitro(s): Andrés Merlos                     | Árbitro(s): Andrés Merlos |

| 28 de abril, 20:00 | Godoy Cruz    | 1:2 (0:1) | Boca Juniors        | Estadio Malvinas Argentinas, Mendoza |                           |
|                    | Merentiel 61' | Reporte   | Pavón 32' · Más 88' | Árbitro(s): Silvio Trucco            | Árbitro(s): Silvio Trucco |

| 5 de mayo, 20:00                                                                                   | Boca Juniors              | 3:1 (1:0) | Godoy Cruz | Estadio La Bombonera, Buenos Aires |                           |
| | Ábila 6' 55' · Zárate 88' | Reporte   | Prieto 80' | Árbitro(s): Facundo Tello          | Árbitro(s): Facundo Tello |
| El partido fue interrumpido por las condiciones climáticas a los 28' PT. Se reanudó 22' más tarde. |                           |           |            |                                    |                           |

| 27 de abril, 17:45 | Lanús          | 1:2 (1:1) | Vélez Sarsfield          | Estadio Ciudad de Lanús, Lanús |                               |
|                    | De la Vega 43' | Reporte   | Giménez 21' · Almada 72' | Árbitro(s): Fernando Espinoza  | Árbitro(s): Fernando Espinoza |

| 6 de mayo, 21:10 | Vélez Sarsfield               | 2:0 (2:0) | Lanús | Estadio José Amalfitani, Buenos Aires |                                |
|                  | L. Fernández 12' · Bouzat 45' | Reporte   |       | Árbitro(s): Fernando Rapallini        | Árbitro(s): Fernando Rapallini |

### Cuartos de final
| 11 de mayo, 17:45 | Tigre                          | 2:0 (0:0) | Racing Club | Estadio José Dellagiovanna, Victoria |                           |
|                   | Montillo 53' · F. González 89' | Reporte   |             | Árbitro(s): Andrés Merlos            | Árbitro(s): Andrés Merlos |

| 14 de mayo, 19:00 | Racing Club              | 2:1 (2:0) | Tigre           | Estadio El Cilindro, Avellaneda |                            |
|                   | Orban 20' · L. López 37' | Reporte   | Pérez Acuña 89' | Árbitro(s): Mauro Vigliano      | Árbitro(s): Mauro Vigliano |

| 11 de mayo, 20:00 | Atlético Tucumán             | 3:0 (2:0) | River Plate | Estadio Monumental José Fierro, San Miguel de Tucumán |                                |
|                   | Barbona 34' · Toledo 37' 79' | Reporte   |             | Árbitro(s): Fernando Echenique                        | Árbitro(s): Fernando Echenique |

| 14 de mayo, 21:10 | River Plate                                    | 4:1 (2:0) | Atlético Tucumán | Estadio Monumental, Buenos Aires |                         |
|                   | I. Fernández 15' · Pratto 40' 84' · Suárez 56' | Reporte   | Toledo 50'       | Árbitro(s): Ariel Penel          | Árbitro(s): Ariel Penel |

| 12 de mayo, 17:45 | Argentinos Juniors | 0:0     | Gimnasia y Esgrima (LP) | Estadio Diego Armando Maradona, Buenos Aires |                           |
|                   |                    | Reporte |                         | Árbitro(s): Néstor Pitana                    | Árbitro(s): Néstor Pitana |

| 16 de mayo, 19:00 | Gimnasia y Esgrima (LP) | 1:2 (0:1) | Argentinos Juniors                 | Estadio del Bosque, La Plata |                           |
|                   | Silva 57'               | Reporte   | A. Mac Allister 19' · Sandoval 74' | Árbitro(s): Andrés Merlos    | Árbitro(s): Andrés Merlos |

| 12 de mayo, 20:00 | Vélez Sarsfield | 0:0     | Boca Juniors | Estadio José Amalfitani, Buenos Aires |                        |
|                   |                 | Reporte |              | Árbitro(s): Diego Abal                | Árbitro(s): Diego Abal |

| 16 de mayo, 21:10 | Boca Juniors                                     | 0:0 (5:4 p.)               | Vélez Sarsfield                                     | Estadio La Bombonera, Buenos Aires |                               |
|                   |                                                  | Reporte                    |                                                     | Árbitro(s): Fernando Espinoza      | Árbitro(s): Fernando Espinoza |
|                   |                                                  | Tiros desde el punto penal |                                                     |                                    |                               |
|                   | - Benedetto - Pavón - Zárate - Fabra - Buffarini |                            | - Giménez - Cufré - Salinas - Almada - L. Fernández |                                    |                               |

### Semifinales
| 18 de mayo, 18:45 | Tigre                                                      | 5:0 (2:0) | Atlético Tucumán | Estadio José Dellagiovanna, Victoria |                           |
|                   | Menossi 12' · Cavallaro 42' 59' · Morales 54' · Colazo 56' | Reporte   |                  | Árbitro(s): Darío Herrera            | Árbitro(s): Darío Herrera |

| 25 de mayo, 18:45 | Atlético Tucumán | 0:1 (0:0) | Tigre        | Estadio Monumental José Fierro, San Miguel de Tucumán |                            |
|                   |                  | Reporte   | Silveira 63' | Árbitro(s): Germán Delfino                            | Árbitro(s): Germán Delfino |

| 19 de mayo, 18:45 | Argentinos Juniors | 0:0     | Boca Juniors | Estadio Diego Armando Maradona, Buenos Aires |                            |
|                   |                    | Reporte |              | Árbitro(s): Mauro Vigliano                   | Árbitro(s): Mauro Vigliano |

| 26 de mayo, 18:45 | Boca Juniors    | 1:0 (0:0) | Argentinos Juniors | Estadio La Bombonera, Buenos Aires |                           |
|                   | L. E. López 55' | Reporte   |                    | Árbitro(s): Facundo Tello          | Árbitro(s): Facundo Tello |

### Final
| 2 de junio, 18:45 | Tigre                               | 2:0 (2:0) | Boca Juniors | Estadio Mario Alberto Kempes, Córdoba |                           |
|                   | F. González 24' · Janson 32' (pen.) | Reporte   |              | Árbitro(s): Néstor Pitana             | Árbitro(s): Néstor Pitana |

| 23         | ARQ        | Gonzalo Marinelli  |     |
| 17         | DEF        | Matías Pérez Acuña |     |
| 19         | DEF        | Gerardo Alcoba     |     |
| 3          | DEF        | Néstor Moiraghi    |     |
| 16         | DEF        | Nicolás Colazo     |     |
| 5          | MED        | Lucas Menossi      |     |
| 21         | MED        | Sebastián Prediger |     |
| 10         | MED        | Diego Morales      | 59' |
| 14         | MED        | Walter Montillo    | 75' |
| 11         | MED        | Lucas Janson       | 61' |
| 9          | DEL        | Federico González  |     |
| Entrenador | Entrenador | Néstor Gorosito    |     |

| 31         | ARQ        | Esteban Andrada   |     |
| 4          | DEF        | Julio Buffarini   | 60' |
| 20         | DEF        | Lisandro López    |     |
| 24         | DEF        | Carlos Izquierdoz |     |
| 3          | DEF        | Emmanuel Mas      |     |
| 27         | MED        | Jorman Campuzano  |     |
| 37         | MED        | Nicolás Capaldo   | 71' |
| 22         | MED        | Sebastián Villa   | 60' |
| 10         | MED        | Carlos Tévez      |     |
| 19         | MED        | Mauro Zárate      |     |
| 9          | DEL        | Darío Benedetto   |     |
| Entrenador | Entrenador | Gustavo Alfaro    |     |

| 22 | MED | Jorge Ortiz            | 59' |
| 15 | MED | Juan Ignacio Cavallaro | 61' |
| 6  | DEF | Ignacio Canuto         | 75' |

| 6  | DEF | Junior Alonso  | 60' |
| 17 | DEL | Ramón Ábila    | 60' |
| 7  | DEL | Cristian Pavón | 71' |

| Anotado         | 24' | Federico González | 1:0 |
| Anotado · Penal | 32' | Lucas Janson      | 2:0 |

| Amonestado | 35' | Sebastián Prediger |
| Amonestado | 48' | Lucas Menossi      |
| Amonestado | 48' | Gerardo Alcoba     |

| Amonestado | 11' | Carlos Tévez      |
| Amonestado | 30' | Carlos Izquierdoz |
| Amonestado | 53' | Nicolás Capaldo   |
| Amonestado | 81' | Jorman Campuzano  |

| Árbitro             | Néstor Pitana      |
| Árbitros asistentes | Hernán Maidana     |
| Árbitros asistentes | Juan Pablo Belatti |
| Cuarto árbitro      | Ariel Penel        |

| 23         | ARQ        | Gonzalo Marinelli  |     |
| 17         | DEF        | Matías Pérez Acuña |     |
| 19         | DEF        | Gerardo Alcoba     |     |
| 3          | DEF        | Néstor Moiraghi    |     |
| 16         | DEF        | Nicolás Colazo     |     |
| 5          | MED        | Lucas Menossi      |     |
| 21         | MED        | Sebastián Prediger |     |
| 10         | MED        | Diego Morales      | 59' |
| 14         | MED        | Walter Montillo    | 75' |
| 11         | MED        | Lucas Janson       | 61' |
| 9          | DEL        | Federico González  |     |
| Entrenador | Entrenador | Néstor Gorosito    |     |

| 31         | ARQ        | Esteban Andrada   |     |
| 4          | DEF        | Julio Buffarini   | 60' |
| 20         | DEF        | Lisandro López    |     |
| 24         | DEF        | Carlos Izquierdoz |     |
| 3          | DEF        | Emmanuel Mas      |     |
| 27         | MED        | Jorman Campuzano  |     |
| 37         | MED        | Nicolás Capaldo   | 71' |
| 22         | MED        | Sebastián Villa   | 60' |
| 10         | MED        | Carlos Tévez      |     |
| 19         | MED        | Mauro Zárate      |     |
| 9          | DEL        | Darío Benedetto   |     |
| Entrenador | Entrenador | Gustavo Alfaro    |     |

| 22 | MED | Jorge Ortiz            | 59' |
| 15 | MED | Juan Ignacio Cavallaro | 61' |
| 6  | DEF | Ignacio Canuto         | 75' |

| 6  | DEF | Junior Alonso  | 60' |
| 17 | DEL | Ramón Ábila    | 60' |
| 7  | DEL | Cristian Pavón | 71' |

| Anotado         | 24' | Federico González | 1:0 |
| Anotado · Penal | 32' | Lucas Janson      | 2:0 |

| Amonestado | 35' | Sebastián Prediger |
| Amonestado | 48' | Lucas Menossi      |
| Amonestado | 48' | Gerardo Alcoba     |

| Amonestado | 11' | Carlos Tévez      |
| Amonestado | 30' | Carlos Izquierdoz |
| Amonestado | 53' | Nicolás Capaldo   |
| Amonestado | 81' | Jorman Campuzano  |

| Árbitro             | Néstor Pitana      |
| Árbitros asistentes | Hernán Maidana     |
| Árbitros asistentes | Juan Pablo Belatti |
| Cuarto árbitro      | Ariel Penel        |

## Goleadores
| Jugador            | Equipo                  | Goles |
| ------------------ | ----------------------- | ----- |
| Javier Toledo      | Atlético Tucumán        | 6     |
| Santiago Silva     | Gimnasia y Esgrima (LP) | 4     |
| Lucas Pratto       | River Plate             | 3     |
| Nicolás de la Cruz | River Plate             | 3     |
| Dayro Moreno       | Talleres (C)            | 3     |
| Federico González  | Tigre                   | 3     |